# Krakeláž

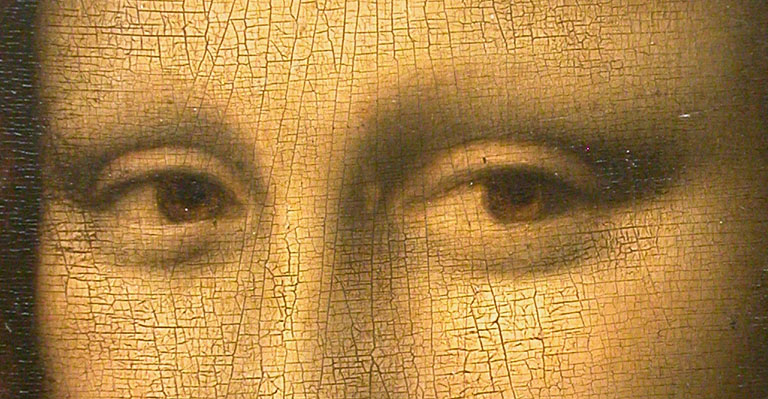
Dobře patrná krakeláž na detailu obrazu Mona Lisa

Krakeláž (fr. craquelé) je označení pro systém trhlinek na povrchových vrstvách obrazů, keramiky a skla. U obrazů vzniká krakeláž především jako projev stárnutí kvůli vlhkosti vzduchu, protože barva a podklad na vlhkost reagují odlišně. Ovšem u keramiky a skla se krakeláž vytváří z estetických důvodů úmyslně (u skla se toho dociluje prudkým schlazením a opětovným zahřátím pro zacelení povrchu). Odlišné zbarvení trhlinek způsobuje buďto zanesený prach, nebo při umělém tvoření vnesená barva (to se týká keramiky).